# Danilo Boza
Danilo Boza Junior (Rondonópolis, 6 maggio 1998) è un calciatore brasiliano, difensore degli Urawa Reds.

## Caratteristiche tecniche
È un difensore centrale.

## Palmarès

### Competizioni nazionali
- Campeonato Brasileiro Série D: 1

Mirassol: 2020